# Marshmallow

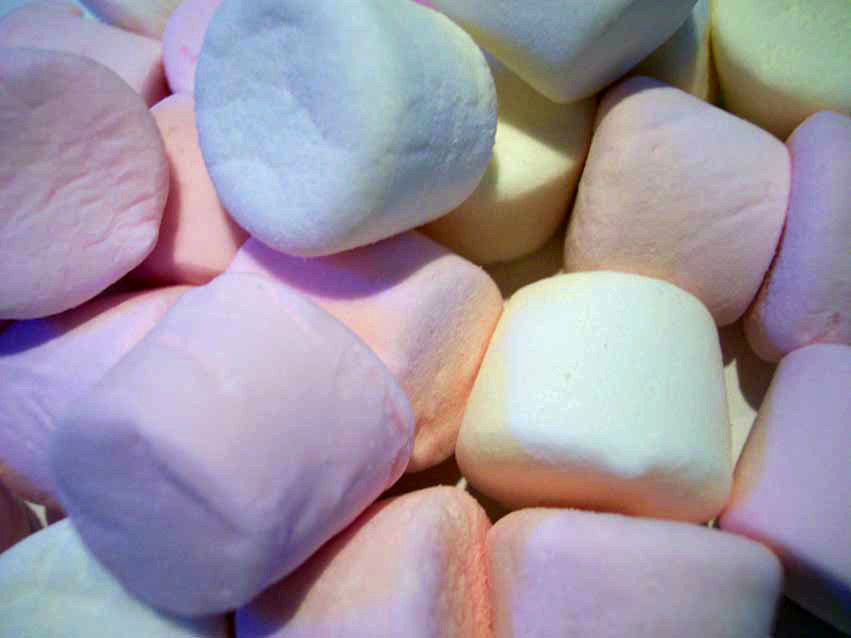
Marshmallow

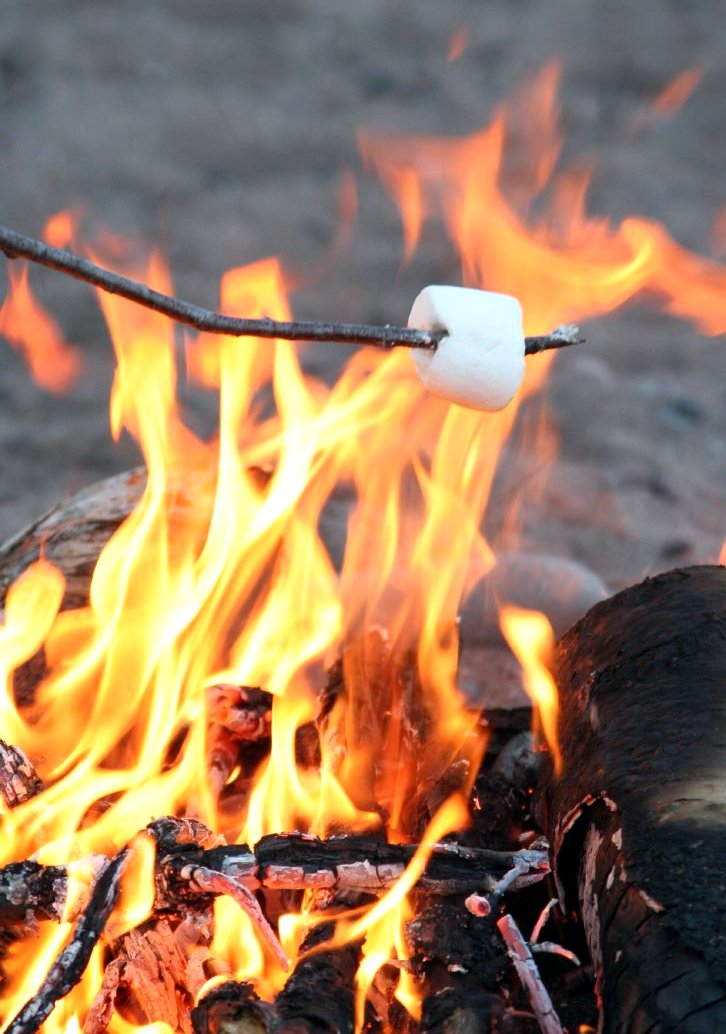
Marshmallow opiekany nad ogniskiem

Marshmallow – rodzaj pianek wytwarzanych z cukru (oraz syropu glukozowego lub glukozowo-fruktozowego), żelatyny i wody. Pianki te wykorzystywane są do ozdabiania tortów i różnych produktów cukierniczych oraz pieczenia na patyku nad ogniskiem (aż do uzyskania złotego koloru). Marshmallow są wytłaczane na kształt walca oraz innych brył geometrycznych. Pierwsze marshmallow zostały wyprodukowane w 1948 roku w USA. W Polsce przyjęły nazwę pianek cukrowych.